# Cazul de crimă
Cazul de crimă (în engleză The Laurel-Hardy Murder Case) este un film de comedie cu Stan și Bran, lansat în 1930. El are o durată de 28 de minute și era format din trei role. Filmul a fost regizat de James Parrott, produs de Hal Roach și distribuit de Metro-Goldwyn-Mayer.

## Rezumat
Stan și Bran stau pe marginea unui doc, unde Stan este pescuiește. Ollie vede o știre într-o ziar, în care se spune că un oarecare Ebeneezer Laurel a murit și a lăsat o avere mare. Părțile interesate de avere trebuie să meargă la conacul Laurel pentru citirea testamentului. Stan nu-și poate aminti dacă Ebeneezer este o rudă sau nu, dar ei decid să meargă la conac oricum. Ei ajung în timpul unei furtuni și descoperă că Ebeneezer a fost ucis și că poliția a plasat anunțul în ziar pentru a strânge împreună toate rudele pentru a afla cine a comis crima.
Stan și Bran sunt arătați apoi într-un dormitor unde urmează să doarmă peste noapte, aceasta fiind camera în care a fost ucis Ebeneezer. Ei aud un zgomot ciudat și văd în întuneric o pereche de ochi care se dovedește a fi o pisică. Ei au auzit apoi un țipăt și decid să cerceteze cauza.
Între timp, majordomul cheamă pe rând toate rudele într-o sufragerie, spunându-le că au primit un telefon. După ridicarea receptorului telefonului, se deschide o trapă, în care dispare fiecare rudă. Stan și Bran revin în dormitorul lor și se duc în pat, dar un liliac zburase în camera lor și se afla sub plapuma lor, ceea ce îi face să intre în panică și să fugă la parterul casei.
Toate celelalte rude au dispărut și majordomul îi cheamă pe Stan și Bran în sufragerie pentru a vorbi la telefon. Bran răspunde la telefon și cade prin trapă, iar ucigașul apare printr-o ușă secretă, cu un cuțit. Are loc o luptă, dar Stan și Bran se trezesc apoi dintr-un vis, luptându-se pe docul unde pescuia Stan.

## Distribuție
- Stan Laurel - el-însuși (Stan)
- Oliver Hardy - el-însuși (Bran)
- Frank Austin - majordomul (necreditat)
- Stanley Blystone - detectivul (necreditat)
- Bobby Burns - ruda nervoasă de la fereastră (necreditat)
- Rosa Gore - ruda în vârstă (necreditat)
- Dorothy Granger - ruda tânără (necreditat)
- Dell Henderson - menajera (necreditat)
- Fred Kelsey - șeful detectivilor (necreditat)
- Lon Poff - ruda în vârstă (necreditat)
- Art Rowlands - ruda care voia să meargă la teatru (necreditat)
- Tiny Sandford - polițistul (necreditat)

## Semnificație culturală
Acesta este primul film în care Bran spune: "Here's Another Nice Mess You've Gotten Me Into". Fraza este greșit citată ca "Here's Another Fine Mess You've Gotten Me Into" și a trecut în limbajul folosit zi de zi. Fraza înseamnă să dai vina pe o altă persoană pentru cauzarea ambelor persoane a unei probleme care putea fi evitată.

## Influențe și titlu
- Filmul este o parodie a filmului horror  mut The Cat and the Canary (1927).
- Filmul este, de asemenea, o parodie a unui film mut numit The Bat (1926).
- Numele filmului poate fi un joc de cuvinte din filmul The Canary Murder Case (1929) și din alte titluri inspirate din romanele polițiste ale lui Philo Vance, deși subiectul filmului este complet diferit. Liniuța în locul unei ampersand poate indica, de asemenea, faptul că titlul derivă de la Hall-Mills murder case, un proces de crimă din New Jersey care a dominat primele pagini ale ziarelor în anul 1926.
- Scurtmetrajul animat al studioului Metro-Goldwyn-Mayer (1943) regizat de Tex Avery, Who Killed Who?, împrumută imagini, personaje și situații din film.
- If a Body Meets a Body (1945) cu The Three Stooges are un subiect similar și apare și actorul Fred Kelsey.

## Asemănări cu un alt film
Petrecerea unei nopți într-un conac sinistru și sfârșitul unui vis au fost folosite din nou în filmul Oliver the Eighth (1934).

## Observații
Soția lui Stan, Lois Laurel, a născut prematur în timpul filmărilor. Copilul a murit nouă zile mai târziu.